# Yoko (Camerún)
Yoko es una comuna camerunesa perteneciente al departamento de Mbam-et-Kim de la región del Centro.
En 2005 tiene 12 332 habitantes, de los que 3093 viven en la capital comunal homónima.
Se ubica sobre la carretera N15, en el norte de la región. La mayor parte del parque nacional de Mbam y Djerem pertenece al territorio de esta comuna.

## Localidades
Comprende la ciudad de Yoko y las siguientes localidades:
- Dong
- Donga
- Doumé
- Fouy
- Gueré
- Guervoum
- Issandja
- Koundé
- Lena
- Linté
- Makouri
- Mangaï
- Mankim
- Matsari
- Mba'am
- Mbamdi
- Mbatoua
- Mbimbeing
- Mbimbing
- Megang
- Megoen
- Mekoassim
- Mendjavouni
- Minfoumbe
- Ndem
- Ndjole
- Ngouetou
- Ngoyang
- Nyem
- Sengbe